# Chemin de fer Congo-Océan
| Chemin de fer Congo-Océan | Chemin de fer Congo-Océan |
| ------------------------- | ------------------------- |
| Station Brazzaville 1932  |                           |
| Karte                     |                           |
| Streckenlänge:            | 510 km                    |
| Spurweite:                | 1067 mm (Kapspur)         |
|                           |                           |

Die Kongo–Ozean-Bahn (CFCO, von französisch: Chemin de fer Congo-Océan) ist eine 510 km lange Eisenbahn in der Republik Kongo, welche den Hafen von Pointe-Noire am Atlantischen Ozean mit Brazzaville am Kongo verbindet.

## Geschichte
Die Kongo–Ozean-Bahn wurde zwischen 1921 und 1934 erbaut. Die Strecke wurde unter Leitung der französischen Bürokratie durch die Firma Batignolles von Zwangsarbeitern errichtet, die bis aus dem Tschad und aus Ubangi-Schari teils gegen heftigen Widerstand rekrutiert wurden. Der Preis an (einheimischen) Menschenleben war äußerst hoch. Etwa 20.000 Menschen kamen vor allem durch Unterernährung, Arbeitsunfälle und Malaria ums Leben, inoffizielle Schätzungen gehen sogar von bis zu 60.000 Toten aus. So starben im Jahr 1926 2556 Arbeiter, eine Zahl, die mehr als 30 % der in diesem Jahr neu rekrutierten Arbeitskräfte entsprach. Erst seit 1932 gab es eine ärztliche Versorgung. Die Schwierigkeiten des Baus wurden von Anfang an unterschätzt. Die Gesamtkosten sollen sich trotz der Ausbeutung der Zwangsarbeiter auf mindestens 76,5 Millionen, vermutlich aber auf über 100 Millionen Francs belaufen haben.

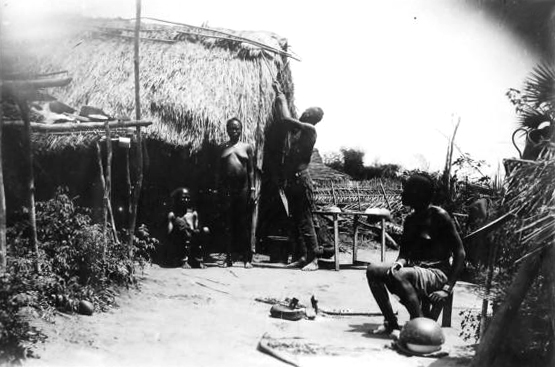
Camp für Familien von Zwangsarbeitern des Volkes der Saras aus dem südlichen Tschadgebiet, 1930

Der Personenverkehr wurde im April 2002 wegen Anschlägen während des Bürgerkriegs eingestellt, im Januar 2004 aber wieder aufgenommen.

### COMILOG
Im Jahre 1962 wurde in Mongo-Bélo eine private Zweigstrecke nach Mbinda nahe der Grenze zu Gabun gebaut, mit Anschluss an die 76 km lange COMILOG-Materialseilbahn. Damit wurde Manganerz der durch die COMILOG (Compagnie Miniere de l’Ogooue SA) betriebenen Minen in Gabun durch dieses Unternehmen nach Pointe-Noire geführt. Die Seilbahn wurde 1986 geschlossen, nachdem das benachbarte Gabun eine eigene Eisenbahn gebaut hatte. Die Zweigstrecke ging an die CFCO und ist weiterhin in Betrieb.

### Umfahrungsstrecke
Nach der Inbetriebnahme der neuen COMILOG-Linie stieg der Güterverkehr im Zusammenhang mit dem Transport von Manganerz von 19.000 Tonnen im Jahr 1962 auf 2,2 Millionen Tonnen im Jahr 1970. Im gleichen Zeitraum nahm der Holzverkehr stetig zu und der Personenverkehr stieg zwischen 1962 und 1970 um das Siebenfache. Die Überquerung des Mayombe-Massivs erfordert den Einsatz von drei oder vier Lokomotiven, um schwere Züge zu ziehen.
Die Verschlechterung des Netzes führte dazu, dass Entgleisungen immer häufiger auftraten und die Geschwindigkeit immer langsamer wurde. Investitionen wurden notwendig. Für die Überquerung der Mayombe wurden mehrere Optionen geprüft. 1973 wurde schließlich das Projekt eines neuen Trassenverlaufs, der als „Südvariante“ zwischen den Bahnhöfen Billinga und Dolisie bekannt ist, gewählt. 1975 wurde die Astaldi-Holzman-Fougerolles-Gruppe (ASHFO) für das Tiefbauprojekt ausgewählt, 91 Kilometer neue eingleisige Strecke mit zwölf Brücken und sechs Tunneln zu bauen. Die Kosten des Projekts sollten sich auf 33 Mrd. CFA-Franken belaufen; die Finanzierung wurde am 17. Dezember 1975 abgeschlossen.
Anfang 1976 begann die ASHFO-Gruppe mit den Bauinstallationen und am 25. September 1976 die eigentlichen Arbeiten. Nachdem am 15. Januar 1977 ein Kommando der Front für die Befreiung der Cabinda-Enklave die Baustelle bei Kilometer 65 angegriffen, 12 Menschen getötet und drei Ingenieure entführt hatte, stoppte ASHFO die Arbeiten. Die drei Geiseln wurden nach Zahlung eines Lösegeldes schnell wieder freigelassen.
Nach einer Vereinbarung zwischen ATC und ASHFO wurde die Arbeit am 10. März 1977 wieder aufgenommen, aber die Kosten der Arbeiten wurden neu bewertet. Das Militär sorgte für die Sicherheit der Arbeiter. Die Arbeiten gerieten ins Hintertreffen. Änderungen der Route wurden aus technischen Gründen zwingend, Felsstürze behinderten das Fortschreiten der Arbeiten, und die Anzahl der Bauwerke wurde erhöht, was zu Kosten von 75 Milliarden CFA-Franken bis ins Jahr 1980 führte.
Das letzte Hindernis war der Tunnel unter dem Bamba-Massiv mit einer Länge von 4600 Metern. Die Vortriebsarbeiten begannen im Dezember 1978 und dauerten fünf Jahre, bis sich die beiden Tunnelbohrteams am 5. Juli 1983 trafen. Die lange Bauzeit war auf Überschwemmungen, Erdrutsche und Betonrisse zurückzuführen. Die neue Strecke wurde am 15. August 1985 eingeweiht. Die Republik Kongo verfügt über eine moderne Eisenbahnlinie, auf der Züge beim Überqueren des Mayombe die Geschwindigkeit von 80 km/h erreichen können.

### Privatisierung
Die CFCO ist derzeit ein staatliches Unternehmen, deren Privatisierung im Rahmen von Verpflichtungen durch die kongolesische Regierung gegenüber der Weltbank und des Internationalen Währungsfonds. Unter den Kandidaten waren mehrere Konsortien, einschließlich Kongo-Rail (Bolloré, Maersk und SNCF) und der südafrikanischen Sheltam Mvela.
Im Jahr 2007 unterzeichnete ein koreanisches Konsortium unter Führung der CMKC-Gruppe einen Vertrag zur Erweiterung über 1000 km nach Ouésso und 500 km nach Djambala. Im Gegenzug wurde den Koreanern eine 30-jährige Konzession für Gas, Eisenerz und Tropenholz zugestanden.

### Unfälle

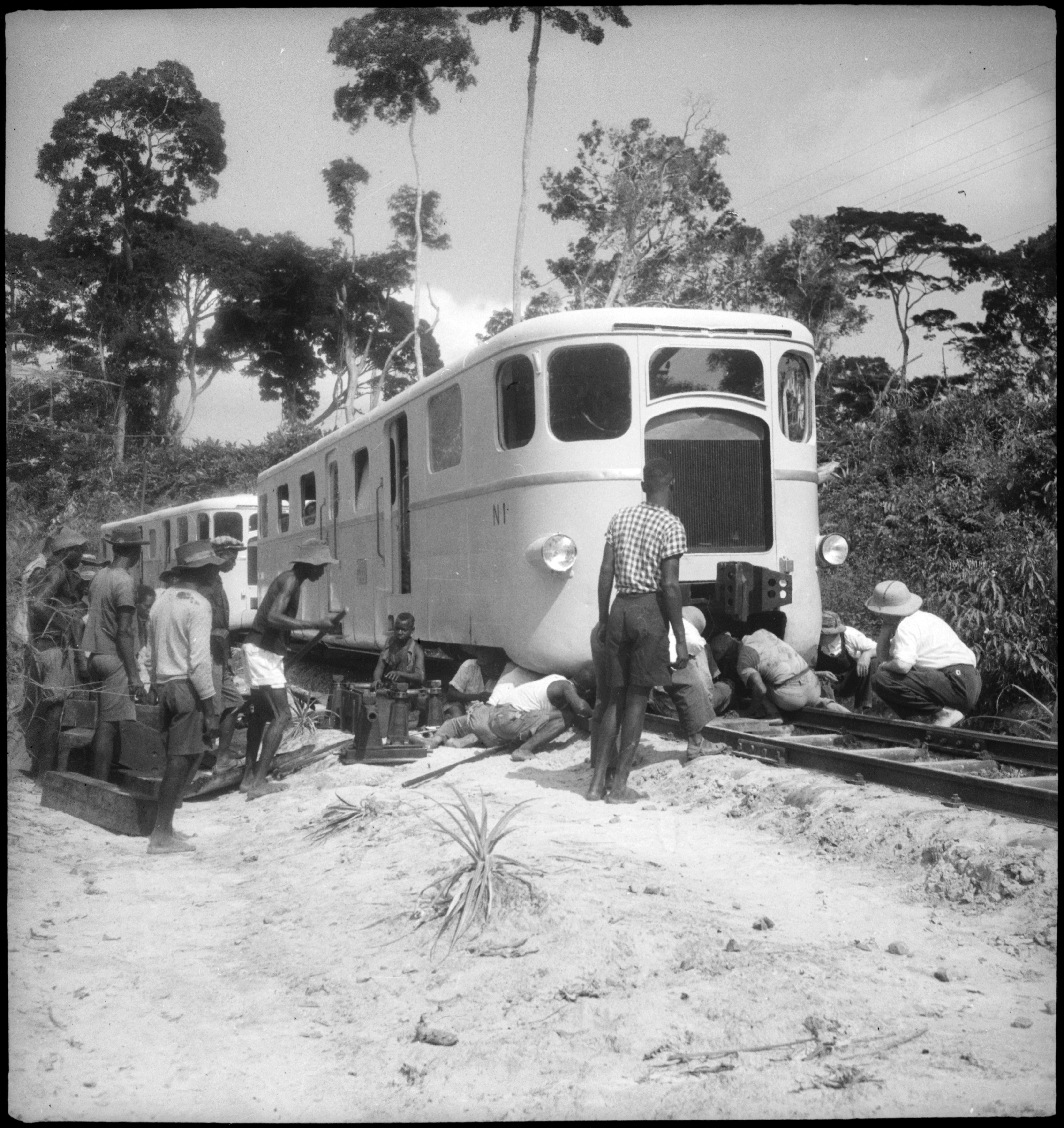
Kleinere Entgleisung des Billard-Schienenbusses A135D auf der CFCO-Strecke, 1941-1942

Die Strecke war Schauplatz einiger sehr schwerer Eisenbahnunfälle:
- Am 19. August 1924 stürzte eine Brücke ein[Anm. 1], als sie von einem Zug befahren wurde. 29 Menschen starben.[10]
- Am 6. September 1991 stieß ein von Pointe-Noire nach Brazzaville fahrender Personenzug mit einem Güterzug, der Holz geladen hatte, zusammen. 133 Menschen starben.→ Hauptartikel: Eisenbahnunfall von Mvoungouti (1991)
- Am 6. April 1996 entgleiste in der Nähe des Bahnhofs Kiazi ein überladener Güterzug mit dem viele „blinde Passagiere“ reisten. Bis zu 100 Menschen starben.[11]
- Am 10. Januar 2001 stießen zwei Züge zusammen. Mindestens 50 Menschen starben. → Hauptartikel: Eisenbahnunfall von Mvoungouti (2001)
- Am 22. Juni 2010 entgleiste ein Personenzug in einer Kurve. Vier Wagen stürzten in eine Schlucht. 76 Menschen starben, mindestens 745 wurden darüber hinaus verletzt. → Hauptartikel: Eisenbahnunfall von Bilinga

## Strecke
Die Strecke führt von Pointe-Noire nach Brazzaville.

### Bahnhöfe

#### Linie Pointe-Noire – Brazzaville
- Pointe-Noire (1 m) – Hafen – 0 km
- Hinda (34 m)[12]
- Mvouti (287 m)
- Sisansinga
- Dolisie (früher Loubomo) (290 m)
- Mont Bélo (267 m) – Verzweigung nach Mbinda
- Loudima (154 m)
- Nkayi (aka Kayes) (181 m)
- Madingou (190 m)
- Loutété (232 m) – Zementwerke
- Mindouli (366 m)
- Kibouende (413 m)
- Brazzaville (155 m) – capital – 512 km

#### COMILOG-Linie
- Mont Bélo (267 m)
- Makabana (586 m)
  - Titi (615 m)
- Moutamba (473 m)
- Mossendjo (529 m)
- Mayoko (610 m) – mögliche Eisenerz-Mine[13]
- Mbinda (625 m) – ehemals Umschlagstation von der COMILOG-Seilbahn von Gabun

#### Geplant
- Brazzaville – Ouésso (340 m) – 1000 km Neubaustrecke (im Bau seit 2008).[9][14][15]
- Pointe-Noire – Djambala (622 m) – 500 km Neubaustrecke (im Bau seit 2008).[16]
- Pointe-Noire – Zanaga (605 m) – 500 km Neubaustrecke.[17]
- Brücke Brazzaville-Kinshasa mit Anschluss an die Matadi-Kinshasa-Bahn.[18]